# Буена Виста (Аројо, Порторико)
Буена Виста (шп. Buena Vista, Arroyo) село је у општини Аројо у америчкој острвској територији Порторико, острвској држави Кариба.

## Демографија
По попису из 2010. године број становника је 1.660, што је 366 (-18,1%) становника мање него 2000. године.
| Група             | 2000.         | 2010.         |
| Белци             | 8 (0,4%)      | 4 (0,2%)      |
| Афроамериканци    | 315 (15,5%)   | 596 (35,9%)   |
| Азијати           | 2 (0,1%)      | 3 (0,2%)      |
| Хиспаноамериканци | 2.007 (99,1%) | 1.649 (99,3%) |
| Укупно            | 2.026         | 1.660         |